# 維也納地鐵2號線
維也納地鐵2號線（德語：Wiener U-Bahnlinie 2）是奧地利維也納的一條地鐵路線。維也納地鐵U2線全長16.7公里，共有20個車站，開通於1980年。

## 外部連結
- 维基共享资源上的相關多媒體資源：維也納地鐵2號線